# Lindenbergia indica
Lindenbergia indica är en snyltrotsväxtart som först beskrevs av Carl von Linné, och fick sitt nu gällande namn av Wilhelm Vatke. Lindenbergia indica ingår i släktet Lindenbergia och familjen snyltrotsväxter. Inga underarter finns listade i Catalogue of Life.